# Royal Football Club Turkania Faymonville
Maillots
Dernière mise à jour : 6 septembre 2022.
Le Turkania Wallonia Waimes Faymonville (anciennement Royal Football Club Turkania Faymonville) est un club de football belge basé à Faymonville, en province de Liège. Lors de la saison 2022-2023, son équipe A évolue en deuxième provinciale Modèle:(7e. Il a disputé auparavant 8 saisons dans les séries nationales et a été très proche d'une montée au 3e étage de la pyramide du football belge. Le club tire une partie de son nom (« Turkania ») du sobriquet donné aux habitants de Faymonville par ceux des villages voisins, « les Turcs », bien qu'il n'y ait pas plus de Turcs dans le village qu'ailleurs en Belgique.
Après de nombreuses négociations, durant plusieurs saisons, le Turkania (Faymonville) et le Wallonia (Waimes) ont finalement fusionnés en juillet 2022. Conservant le matricule 1798, le club constitué mélange les couleurs dominantes des deux entités précédentes: le vert du Turkania et le bleu du Wallonia.

## Histoire
Le Football Club Turkania Faymonville est fondé en 1921, et s'inscrit auprès du Comité Régional de Vielsalm, dépendant de l'Union Belge, qui organise les compétitions régionales. Le 16 octobre 1924, le club est admis de plein droit à la Fédération. Il en est toutefois radié le 30 décembre 1924 pour avoir refusé de payer une amende administrative de 36,59 francs.
Le club est refondé sous la même appellation en 1930, et se réaffilie à l'Union Belge le 12 octobre 1931. Il reçoit à cette occasion le matricule 1798. Quatre ans plus tard, le club devient « membre effectif » et peut débuter au plus bas niveau des compétitions régionales. Le club monte petit à petit les échelons, et arrive en deuxième provinciale en 1951. Reconnu « Société Royale » le 12 juin 1952, le club change de dénomination officielle le 10 décembre 1953 et devient le Royal Football Club Turkania Faymonville. Normalement, cette reconnaissance n'est octroyée qu'aux associations pouvant démontrer 25 années d'existence ininterrompue, ce que n'a pas encore le Turkania. L'URBSFA lui demande des précisions concernant ce titre, ce à quoi le club répond « L'année passée, à l'occasion du 50e anniversaire de la fanfare locale, notre administration communale introduisit, à notre insu, une demande de titre « Royal » auprès des autorités compétentes, pour les trois sociétés de la commune, y compris le club de football. »
Le club évolue durant 19 ans au deuxième niveau provincial mais finit par descendre d'un cran en 1969. En 1981, le club chute jusqu'en quatrième provinciale, le plus bas niveau du football belge. Il remonte deux ans plus tard en « P3 », et décroche une nouvelle promotion en 1986, lui permettant de retrouver la « P2 ». Durant la saison 1985-1986 et le début de la suivante, le club enchaîne 43 matches sans défaite. Il évolue durant dix ans en deuxième provinciale, puis redescend à nouveau en troisième en 1995. Il remonte directement la saison suivante, et enchaîne avec un nouveau titre en 1998, ce qui lui ouvre les portes de la première provinciale.
Le Turkania évolue parmi l'élite provinciale pendant près d'une décennie, s'imposant rapidement comme une des meilleures équipes de la série. Il décroche finalement le titre provincial liégeois en 2006, et monte pour la première fois de son Histoire en Promotion, le quatrième et dernier niveau national. Pour ses débuts en nationales, le club assure rapidement son maintien, et termine la saison à la septième place. La saison suivante, il termine vice-champion de sa série, à bonne distance néanmoins du champion, l'Union du Centre. Il participe ensuite au tour final, où il élimine le VG Ostende, avant de chuter face au KFC Lille.
En 2010, Faymonville finit une nouvelle fois deuxième, sans toutefois inquiéter Bertrix dans la lutte pour le titre. Lors du tour final, il est éliminé dès le premier tour par Grimbergen. Les deux saisons suivantes, le club finit à la quatrième place, et participe à chaque fois au tour final. Il ne dépasse cependant jamais le premier tour, éliminé successivement par Wijgmaal et Ypres.
En 2014, le Turkania fusionne avec l'AS Faymonville la fusion de ses deux garde le nom du RFC Turkania Faymonville qui evolue en P3 Liège lors de la saison 2014-2015  

### Bruits de fusion, longues hésitations et aboutissement
En janvier 2013, le club qui est en lutte pour le maintien en Promotion connaît une crise délicate. Le Président Monsieur Werner Giet souhaitait prendre du recul par rapport au monde du football. Mais comme aucun repreneur ne se manifeste, une fusion avec le club voisin du R. FC Wallonia Waimes (matricule 4309) est envisagée. Comme souvent ce genre de dossier entraîne son lot de mécontents.
La fusion entre les « voisins » deviennent une Arlésienne. Évoquée pratiquement annuellement elle est rapidement démentie, même si des réunions et négociations se tiennent à plusieurs reprises.
Finalement, en juillet 2022, l'URBSFA officialise la fusion du matricule 1798 (qui est conservé) avec le R. FC Wallonia Waimes pour former le Turkania Wallonia Waimes Faymonville. Il est alors choisi que l'équipe « A » (à l'époque en P2) évolue à Faymonville .

## Logos

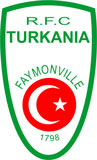
ancien logo du « Turkania »
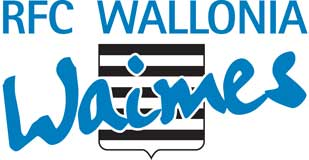
ancien logo du « Wallonia »

## Résultats dans les divisions nationales
Statistiques mises à jour au 7 mai 2014

### Bilan
| Niv | Divisions     | Jouées | Titres | TM Up | TM Down |
| --- | ------------- | ------ | ------ | ----- | ------- |
| I   | 1re nationale | 0      | 0      |       |         |
| II  | 2e nationale  | 0      | 0      |       |         |
| III | 3e nationale  | 0      | 0      |       |         |
| IV  | 4e nationale  | 8      | 0      | 4     |         |
| V   | 5e nationale  | 0      | 0      |       |         |
|     |               |        |        |       |         |
|     | TOTAUX        | 8      | 0      | 4     | 0       |

- TM Up : test-match pour départager des égalités, ou toutes formes de Barrages ou de Tour final pour une montée éventuelle.
- TM Down : test-match pour départager des égalités, ou toutes formes de Barrages ou de Tour final pour le maintien.

### Classements saison par saison
| Ordre               | Saison  | Nom du club                | Niveau            | Classement final | Remarques  |
| ------------------- | ------- | -------------------------- | ----------------- | ---------------- | ---------- |
| 1                   | 2006-07 | R. FC Turkania Faymonville | Promotion série D | 7e/16            |            |
| 2                   | 2007-08 | R. FC Turkania Faymonville | Promotion série D | 2e/16            | Tour final |
| 3                   | 2008-09 | R. FC Turkania Faymonville | Promotion série D | 5e/16            |            |
| 4                   | 2009-10 | R. FC Turkania Faymonville | Promotion série D | 2e/16            | Tour final |
| 5                   | 2010-11 | R. FC Turkania Faymonville | Promotion série D | 4e/16            | Tour final |
| 6                   | 2011-12 | R. FC Turkania Faymonville | Promotion série D | 4e/16            | Tour final |
| 7                   | 2012-13 | R. FC Turkania Faymonville | Promotion série D | 8e/16            |            |
| 8                   | 2013-14 | R. FC Turkania Faymonville | Promotion série D | 16e/16           | Relégué    |
| séries provinciales |         |                            |                   |                  |            |